# 玉里車站鐵道宿舍群
玉里車站鐵道宿舍群為花蓮縣玉里鎮玉里車站南側的鐵路宿舍群，包含十餘戶興建自1930年至60年代之間的建築，為目前臺灣花東縱谷沿線少見之鐵道宿舍群，於2019年被登錄為聚落建築群。

## 介紹
玉里車站於1917年完工試通車，並在1968年改建為現今之樣貌，隨著玉里車站及周邊設施陸續拆除改建，玉里車站鐵道宿舍群可謂見證玉里車站周遭變遷的歷史。玉里車站鐵道宿舍群共包含了1930年代興建的鐵道職員共濟組合宿舍、本島人官舍，其為木造日式宿舍之建築形式，以及1960年代改建的磚造宿舍。臺灣鐵路管理局原有意將此宿舍群拆除，於2017年依《文化資產保存法》提報後，因文資委員認為其不具文資價值，故台鐵於後編列了拆除工程計畫。後由馬芝遴田野工作室於2018年4月向花蓮縣政府文化局提報為文化資產。